# エスとエフ
『エスとエフ』は、渡辺しまによる日本の漫画作品。『月刊ビッグガンガン』（スクウェア・エニックス）で2012年Vol.08から2013年Vol.09まで連載され、同年中に単行本（全3巻）として発売された。

## 登場人物
藤田 永遠（ふじた とわ）
本作の主人公。高校1年生。異性と話すのに抵抗を感じる内気な性格だが、同性とはそれなりに打ち解けている。趣味は天体観測で、よく近所の神社で行っている。
ある日、空から降ってきた未確認飛行物体と接近遭遇する。そこから出てきた宇宙人に性交渉を依頼され動揺し、逃げ出す。
鈴木 ハルカ（すずき ハルカ）
惑星パラディスから飛来した宇宙人。もといた惑星では軍人だった。雌個体しかいない惑星において至宝である精子を敵軍に奪われ、子孫断絶の危機に瀕している。そのため、他の惑星の住人の精子を受け、新たな命をその身に宿すことを任務としている。
そのために舞い降りた地球で藤田と出会う。藤田の財布に入っていた学生証を手掛かりに、身分を偽って藤田のクラスに転がり込む。藤田のクラスには「入学当時からいた」ことになっている。

## パラディス語
作中に登場する言語。人工言語学研究会代表のセレン・アルバザード（seren arbazard）が制作を担当した。

## 単行本
- 渡辺しま 『エスとエフ』 スクウェア・エニックス〈ビッグガンガンコミックス〉、全3巻
  1. 2013年1月25日 ISBN 978-4-7575-3868-9
  2. 2013年6月25日 ISBN 978-4-7575-3995-2
  3. 2013年11月25日 ISBN 978-4-7575-4148-1